# Línia 3bis del metro de París
La línia 3bis del metro de París és una de les setze línies del metro de París. Enllaça les estacions de Gambetta i Porte des Lilas, al 20è arrondissement de París. Amb una longitud d'1,3 quilòmetres i només quatre estacions, és la línia més curta i menys utilitzada del sistema amb menys de 10 milions de passatgers el 1998. Es va construir l'any 1910 com una extensió de la línia 3, més tard el 1971 va deixar de pertànyer a la línia 3 al fer-se una perllongació des de Gambetta a Gallieni.

## Història

### Cronologia
- 27 de novembre de 1921: obertura del tram entre Gambetta i Porte des Lilas dins la línia 3 i la llançadora entre les línies 3 i 7.
- 3 de setembre de 1939: la llançadora deixa de donar servei.
- 27 de març de 1971: el tram entre Gambetta i Porte des Lilas deixar de formar part de la línia 3 i es va crear la línia 3bis.